# Cape Town Open
Het Lion of Africa Cape Town Open is een jaarlijks golftoernooi in Kaapstad en maakt deel uit van de Sunshine Tour. Het werd opgericht in 2012 en wordt gespeeld op de oudste golfbaan van Zuid-Afrika, de Royal Cape Golf Club.
De eerste editie van dit golftoernooi vond plaats in 2012 en werd gewonnen door Jake Roos. Op het einde van het toernooi won hij de play-off van Tyrone van Aswegen, Jaco Van Zyl en Mark Williams.

## Winnaars
| Jaar | Winnaar             | Score | Score | Info                                                                  |
| ---- | ------------------- | ----- | ----- | --------------------------------------------------------------------- |
| 2012 | Jake Roos po        | 279   | –9    | Won de play-off van Tyrone van Aswegen, Jaco Van Zyl en Mark Williams |
| 2013 | Tjaart van der Walt | 274   | –14   |                                                                       |
| 2014 | Jaco Ahlers po      | 276   | –12   | Won de play-off van Ross McGowan en Hennie Otto                       |

| Toernooirecord |  | p = winnaar na play-off |

 Dimension Data Pro-Am ·
 Joburg Open ·
 Afrika Open ·
 Tshwane Open ·
 Investec Cup ·
 Zimbabwe Open ·
 Zambia Open ·
 Zambia Sugar Open ·
 Royal Swazi Sun Open ·
 AfrAsia Bank Mauritius Open ·
 Lombard Insurance Classic ·
 Vodacom Origins of Golf Tour I ·
 Vodacom Origins of Golf Tour II ·
 Sun City Challenge ·
 Vodacom Origins of Golf Tour III ·
 Wild Waves Golf Challenge ·
 Vodacom Origins of Golf Tour IV ·
 Sun Boardwalk Golf Challenge ·
 BMG Classic ·
 Vodacom Origins of Golf Tour V ·
 Nedbank Affinity Cup ·
 Vodacom Origins of Golf Tour Finale